# ATP Challenger Liberec
Das ATP Challenger Liberec (offizieller Name: Svijany Open) ist ein Tennisturnier in Liberec, das 2013 zum ersten Mal ausgetragen wurde. Es ist Teil der ATP Challenger Tour und wird im Freien auf Sandplatz gespielt. Andrej Martin gewann als einziger Spieler bislang das Turnier mehrmals: 2014 gewann er im Einzel, 2015 im Doppel.

## Liste der Sieger

### Einzel
| Jahr | Sieger             | Finalgegner             | Ergebnis        |
| ---- | ------------------ | ----------------------- | --------------- |
| 2025 | Gonzalo Bueno      | Genaro Alberto Olivieri | 6:2, 2:0 aufgg. |
| 2024 | Hugo Dellien       | Elmer Møller            | 5:7, 6:4, 6:1   |
| 2023 | Francisco Comesaña | Toby Kodat              | 6:2, 6:4        |
| 2022 | Jiří Lehečka       | Nicolás Álvarez Varona  | 6:4, 6:4        |
| 2021 | Alex Molčan        | Tomáš Macháč            | 6:0, 6:1        |
| 2020 | abgesagt           | abgesagt                | abgesagt        |
| 2019 | Nikola Milojević   | Rogério Dutra da Silva  | 6:3, 3:6, 6:4   |
| 2018 | Andrej Martin (2)  | Pedro Sousa             | 6:1, 6:2        |
| 2017 | Pedro Sousa        | Guilherme Clezar        | 6:4, 5:7, 6:2   |
| 2016 | Arthur De Greef    | Steve Darcis            | 7:64, 6:3       |
| 2015 | Tobias Kamke       | Andrej Martin           | 7:66, 6:4       |
| 2014 | Andrej Martin (1)  | Horacio Zeballos        | 1:6, 6:1, 6:4   |
| 2013 | Jiří Veselý        | Federico Delbonis       | 6:72, 7:67, 6:4 |

### Doppel
| Jahr | Sieger                                  | Finalgegner                         | Ergebnis          |
| ---- | --------------------------------------- | ----------------------------------- | ----------------- |
| 2025 | Andrew Paulson (2) Michael Vrbenský (3) | Jiří Barnat Filip Duda              | 6:4, 6:1          |
| 2024 | Jonáš Forejtek (2) Michael Vrbenský (2) | Miloš Karol Tomáš Láník             | 7:5, 6:75, [10:4] |
| 2023 | Petr Nouza Andrew Paulson (1)           | Neil Oberleitner Tim Sandkaulen     | 6:3, 6:4          |
| 2022 | Neil Oberleitner Philipp Oswald         | Roman Jebavý Adam Pavlásek          | 7:65, 6:2         |
| 2021 | Roman Jebavý (2) Igor Zelenay           | Geoffrey Blancaneaux Maxime Janvier | 6:2, 6:76, [10:5] |
| 2020 | abgesagt                                | abgesagt                            | abgesagt          |
| 2019 | Jonáš Forejtek (1) Michael Vrbenský (1) | Nikola Čačić Antonio Šančić         | 6:4, 6:3          |
| 2018 | Sander Gillé Joran Vliegen              | Filip Polášek Patrik Rikl           | 6:3, 6:4          |
| 2017 | Laurynas Grigelis Zdeněk Kolář          | Tomasz Bednarek David Pel           | 6:3, 6:4          |
| 2016 | Jonathan Eysseric André Ghem            | Ariel Behar Dino Marcan             | 6:0, 6:4          |
| 2015 | Andrej Martin Hans Podlipnik-Castillo   | Wesley Koolhof Matwé Middelkoop     | 7:5, 6:73, [10:5] |
| 2014 | Roman Jebavý (1) Jaroslav Pospíšil      | Ruben Gonzales Sean Thornley        | 6:4, 6:3          |
| 2013 | Rameez Junaid Tim Pütz                  | Colin Ebelthite Lee Hsin-han        | 6:0, 6:2          |